# 캣쏘우 사건
캣쏘우 사건은 2010년 12월 9일부터 대한민국의 커뮤니티 디시인사이드에서 일어난, 호러 영화 쏘우를 모방한 동물학대 사이버 범죄 사건이다.

## 개요

### 캣쏘우 고양이 학대 인증
2010년 12월 9일 디시인사이드 '야옹이 갤러리'에서 'Catsaw'라는 유동 닉네임을 사용한 유저가 '차차'라고 불리는 고양이를 학대한 사진 4장을 인증하며 네티즌들에게 게임을 제안한다는 글을 게시하였다. 해당 글 업로더(이하 캣쏘우)는 자신에게 욕설, 모독감을 주지 않고 설득시키면 차차라는 고양이를 치료하고 다시 원래 집으로 돌려보내지만 그렇지 않을 경우 차차라는 고양이가 주검이 된다는 게임을 제안하였다.
사진 속 '차차'는 아래턱이 잘려나가 피범벅이 됐고 바닥에도 많은 양의 피가 흘러 한 눈에 보기에도 처참한 상태였으며, '차차'의 전신이 나온 사진을 보면 폭행을 당한 듯 여러 곳에 골절이 의심되는 상태도 발견됐다. 해당 게시물은 디시인사이드 관리자에 의해 바로 삭제되었으나 스크린샷이 인터넷에 퍼졌고 네티즌들은 캣쏘우의 신상을 추적하는 지경까지 이르렀다.
당일인 9일 동물사랑실천협회는 이 사건을 대대적으로 언급하였으며 다음날 10일 오전에 동물사랑실천협회 박소현 팀장은 "사진을 보고 밤새 한숨도 못 잤다. 어제 6시 이후 올라온 사진이라 일단 사이버수사대에 인터넷으로 고발접수를 했다. 오늘 오전 내로 종로경찰서를 직접 찾아 고발조치 할 것."이라며 '차차' 학대자를 경찰에 고발하였다.
이후 공중파 방송에까지 보도되며 대대적으로 언급되었다.

### 2차 예고 사칭 논란
10일 오후 7시 디시인사이드 야옹이 갤러리에서 다시 'Catsaw'라는 유동 닉네임을 쓴 유저가 '두 번째 게임을 시작하도록 하겠네'라는 글을 게시하였고, 이 글에는 클로로포름 약품과 뒤에 고양이 실루엣이 비춰지는 사진 한 장도 함께 첨부되었다.
해당 글 내용은 네티즌들은 '자신을 욕하지 말고 설득시켜라'라는 게임의 룰을 어겨 패배했으며 차차는 이미 죽었고, 자신이 제시한 세 가지 답을 다음날 밤 10시까지 아무도 답하지 못한다면 클로로포름으로 새로운 고양이를 죽이겠다는 2차 게임 예고글이었다. 인터넷 및 언론 등지에서 이 글은 '캣쏘우 2차 예고'라고 퍼져갔으나 이 글은 결국 캣쏘우를 사칭한 장난으로 밝혀졌다.
이 외에도 인터넷 등지에서 '3차 예고' 등으로 캣쏘우가 올린 것이라고 떠돌아다니는 사진이 많지만 현재까지 공식적으로 확인된 캣쏘우 본인이 올린 글은 차차 학대 인증글 단 한 개가 유일하다.

### 반응 및 경과
이를 지켜본 네티즌들은 가해자의 신원 추적은 물론 포털 다음 ‘아고라’를 통해 "제2의 유영철, 강호순을 막아주세요!!"라는 타이틀로 가해자의 '처벌 청원운동'을 벌이고 나섰다.
동물사랑실천협회외에도 여러 단체들이 연합하여 이 사건을 대대적으로 다루기 시작했고 이들은 2010년 12월 12일 서울 광장에서 고양이 차차 사건 시위 퍼포먼스를 했다.
12월 29일 동물사랑실천협회는 세계적 동물권리운동단체인 '동물을 윤리적으로 대우하는 사람들(PETA)'아시아지부와 공동으로 동물학대범 '캣쏘우(Catsaw)'에 현상금 500만원을 내걸었다. 국내에서 동물학대범에게 현상금이 걸린 적은 이번이 처음이다.

### 범인 헛지목 논란
12월 10일부터 인터넷 등지에서 일부 네티즌들에 의해 진위 여부가 확실치 않은 잘못된 캣쏘우의 신상이 지속적으로 유포되었으며 결국 허위로 캣쏘우라고 신상을 유포당한 당사자는 얼굴 사진, 본명, 전화번호, 미니홈피 주소까지 인터넷에 퍼져 미니홈피가 테러당하고, 경찰도 무분별한 마녀사냥을 우려하긴 했으나 그가 범인일 가능성도 배제할 수 없어 해당 인물을 포함한 의심자 2명의 수사에 들어갔으나 경찰 수사 끝에 캣쏘우가 아닌 것으로 결론났으며, 결국 무분별한 네티즌들의 마녀사냥에 당사자는 자살까지 생각했다고 입장을 밝혔다.

### 수사 난항 및 결과
'고양이 차차' 사건을 수사하는 서울 종로경찰서 사이버수사팀은 12월 24일 "수사는 계속 진행하고 있지만 어려움이 따르는 것은 사실."이라 밝혔고, 이 사건은 미제가 될 가능성이 높다고 알려졌으며, 경찰이 조사한 2명 역시 무죄로 결론나면서 끝내 캣쏘우 진범을 잡지 못한 상황이다.

## 같이 보기
- 후쿠오카 고양이 학대 사건